# Trilepida koppesi
Trilepida koppesi — вид змій родини струнких сліпунів (Leptotyphlopidae). Ендемік Бразилії.

## Поширення і екологія
Trilepida koppesi мешкають в бразильських штатах Мату-Гросу-ду-Сул, Гояс і Сан-Паулу. Вони живуть в саванах серрадо. Живляться безхребетними, відкладають яйця.